# Mineralnie Vodi
Mineralnie Vodi (Min-Vodi) (russo:  Минеральные Воды (Мин-Воды); IPA: [mʲɪnʲɪˈralʲnɨjə ˈvodɨ, mʲɪn ˈvodɨ]; lit. águas minerais), anteriormente Sultanovski, é uma cidade do Krai de Stavropol, na Rússia.
Localizada ao longo do rio Kuma, ela se encontra junto à principal linha ferroviária entre Rostov-sobre-o-Don, na Rússia, e Baku, no Azerbaijão. População recente tem sido: 76,728 (Censo 2010 - resultados preliminares);  75,644 (Censo 2002); 70,961 (Censo 1989).

## História
A cidade deve seu nascimento à construção da Ferrovia Rostov-Vladikavkaz, cuja construção foi concluída em 1875. Em 1878, a aldeia que se desenvolveu em torno da estação ferroviária foi oficialmente reconhecida e nomeada Sultanovski. Durante o período soviético, seu nome foi mudado para Mineralnie Vodi e foi-lhe concedido o status de cidade. Ela f ocupada pela Alemanha nazista entre 10 de agosto de 1942 e 11 de janeiro de 1943, durante a Segunda Guerra Mundial.

## Estatuto administrativo e municipal
No âmbito das divisões administrativas russas, Mineralnie Vodi serve como o centro administrativo do Distrito Mineralovodski, embora não faça parte dele. Como uma divisão administrativa, é oficialmente a cidade de significado de krai de Mineralnie Vodi, isso é, uma unidade administrativa com o estatuto equivalente ao dos distritos (krai). Como uma divisão municipal, os territórios da cidade de significado de krai de Mineralnie Vodi e do Distrito Mineralovodski são parte do Okrug de Mineralovodski desde 7 de junho de 2015.

## Economia
A cidade serve como porta de entrada para as Águas Minerais do Cáucaso. É servida pelo Aeroporto Mineralnie Vodi, ligando a cidade a alguns destinos russos e internacionais.

## Clima
O clima de Mineralnie Vodi é classificado como continental úmido, no quadro da classificação climática de Köppen-Geiger. 
| Dados climáticos para Mineralnie Vodi | Dados climáticos para Mineralnie Vodi | Dados climáticos para Mineralnie Vodi | Dados climáticos para Mineralnie Vodi | Dados climáticos para Mineralnie Vodi | Dados climáticos para Mineralnie Vodi | Dados climáticos para Mineralnie Vodi | Dados climáticos para Mineralnie Vodi | Dados climáticos para Mineralnie Vodi | Dados climáticos para Mineralnie Vodi | Dados climáticos para Mineralnie Vodi | Dados climáticos para Mineralnie Vodi | Dados climáticos para Mineralnie Vodi | Dados climáticos para Mineralnie Vodi |
| ------------------------------------- | ------------------------------------- | ------------------------------------- | ------------------------------------- | ------------------------------------- | ------------------------------------- | ------------------------------------- | ------------------------------------- | ------------------------------------- | ------------------------------------- | ------------------------------------- | ------------------------------------- | ------------------------------------- | ------------------------------------- |
|                                       | Jan                                   | Fev                                   | Mar                                   | Abr                                   | Mai                                   | Jun                                   | Jul                                   | Ago                                   | Set                                   | Out                                   | Nov                                   | Dez                                   | Ano                                   |
| Registro mais alto ° C                | 19,5                                  | 21,5                                  | 30,3                                  | 34,5                                  | 34,9                                  | 37,5                                  | 39,7                                  | 41,1                                  | 37,4                                  | 34,1                                  | 25,8                                  | 19,4                                  | 41,1                                  |
| Média máxima ° C                      | 1,7                                   | 2,5                                   | 8,4                                   | 16,8                                  | 21,8                                  | 26,5                                  | 29,8                                  | 29,3                                  | 23,9                                  | 16,4                                  | 8,2                                   | 2,8                                   | 15,7                                  |
| Média diária ° C                      | −2,5                                  | −2,4                                  | 2,9                                   | 10,1                                  | 15,1                                  | 19,6                                  | 22,7                                  | 22,0                                  | 16,8                                  | 10,2                                  | 3.4                                   | −1.3                                  | 9,7                                   |
| Média baixa ° C                       | −5,7                                  | −6,1                                  | −1.2                                  | 4,6                                   | 9,2                                   | 13,6                                  | 16,2                                  | 15,7                                  | 11,2                                  | 5,8                                   | 0,2                                   | −4,6                                  | 4,9                                   |
| Registro mais baixo ° C               | −33.3                                 | −31,6                                 | −23,8                                 | −7,6                                  | −2,9                                  | 3,2                                   | 7,5                                   | 4,2                                   | −4,6                                  | −17.7                                 | −23,6                                 | −31,5                                 | −33.3                                 |
| Precipitação média mm                 | 18                                    | 18                                    | 28                                    | 54                                    | 66                                    | 86                                    | 69                                    | 48                                    | 35                                    | 38                                    | 31                                    | 28                                    | 519                                   |
| Fonte: Pogoda.ru.net                  |                                       |                                       |                                       |                                       |                                       |                                       |                                       |                                       |                                       |                                       |                                       |                                       |                                       |